# David Conradie
David Gideon Conradie (* 24. August 1879 bei Ceres, Kapkolonie; † 30. September 1966 in Pretoria) war ein südafrikanischer Politiker und Jurist.

## Lebensweg
Conradie wurde auf der Farm Koelfontein unweit von Ceres als jüngstes von acht Kindern von Daniël Jacobus Conradie und Hester Elizabeth Conradie geboren. Er besuchte Schulen in Prince Alfred Hamlet und Ceres und machte 1898 seinen Schulabschluss. Es folgte ein Studium am „Victoria College“ in Stellenbosch, das Conradie 1901 mit einem Bachelor of Arts in Literatur und Philosophie abschloss. Anschließend lehrte er bis 1904 in Montagu und begann 1905 ein Studium der Rechtswissenschaft am „Trinity College“ im irischen Dublin. Ein Jahr später erlangte Conradie den Abschluss LL.B. und 1907 LL.D.
Im gleichen Jahr kehrte er nach Südafrika zurück und ließ sich als Rechtsanwalt in Kapstadt nieder. Wenig später zog Conradie nach Bloemfontein um. 1909 wurde er Bildungsdirektor im Oranje-Freistaat. Ab 1910 arbeitete er wieder als Rechtsanwalt in Bloemfontein, von 1915 bis 1925 in Reitz und anschließend erneut in Bloemfontein. Zu dieser Zeit wendete sich Conradie erstmals der Politik zu und wurde 1920 Vorsitzender der National Party für Reitz.
Am 17. Juli 1911 heiratete Conradie Johanna Catharina Rossouw (1882–1952) und hatte mit dieser vier Söhne und eine Tochter. 
1921 gab Conradie kurzzeitig die Zeitung Die Volksblad heraus. Von 1923 bis 1926 war er Mitglied des Exekutivkomitees des Freistaats. 1927 wurde David Conradie Abgeordneter für Bethlehem.
Am 1. April 1933 übernahm Conradie für zehn Jahre als Administrator die faktische politische Führung von Südwestafrika. 1943 kehrte Conradie nach Südafrika zurück und arbeitete wieder als Rechtsanwalt, diesmal in Port Elizabeth. Von 1948 bis 1958 vertrat er Uitenhage für die Afrikanerparty, die später in der National Party aufging, im Volksrat.
Sechs Jahre nach dem Tod seiner Frau ehelichte er Joey von Abo.